# Newtowncunningham
Newtowncunningham (auch: Newton oder Newtown Cunningham, irisch An Baile Nua, deutsch neue Stadt) ist eine Küstenstadt im County Donegal im Nordwesten der Republik Irland mit 1192 Einwohnern. Die Bevölkerung hat sich seit 1991 nahezu verdoppelt. 

## Geografie und Daten
Newtowncunningham liegt etwa neun Kilometer ostnordöstlich von Letterkenny und etwa neun Kilometer westlich von Derry. Durch die Ortschaft führt die N13, von der östlich die R237 abgeht. Nördlich von Newtowncunningham liegt Lough Swilly.

## Geschichte
Der Name der Gegend war ursprünglich Culmacatrain. Der heutige Name ist John Cunningham, einem schottischen Siedler entlehnt. 

## Sehenswürdigkeiten
- katholische Allerheiligen-Kirche
- anglikanische Allerheiligen-Kirche
- presbyterianische Kirche
- Burt Castle im Nordosten Newtowncunninghams

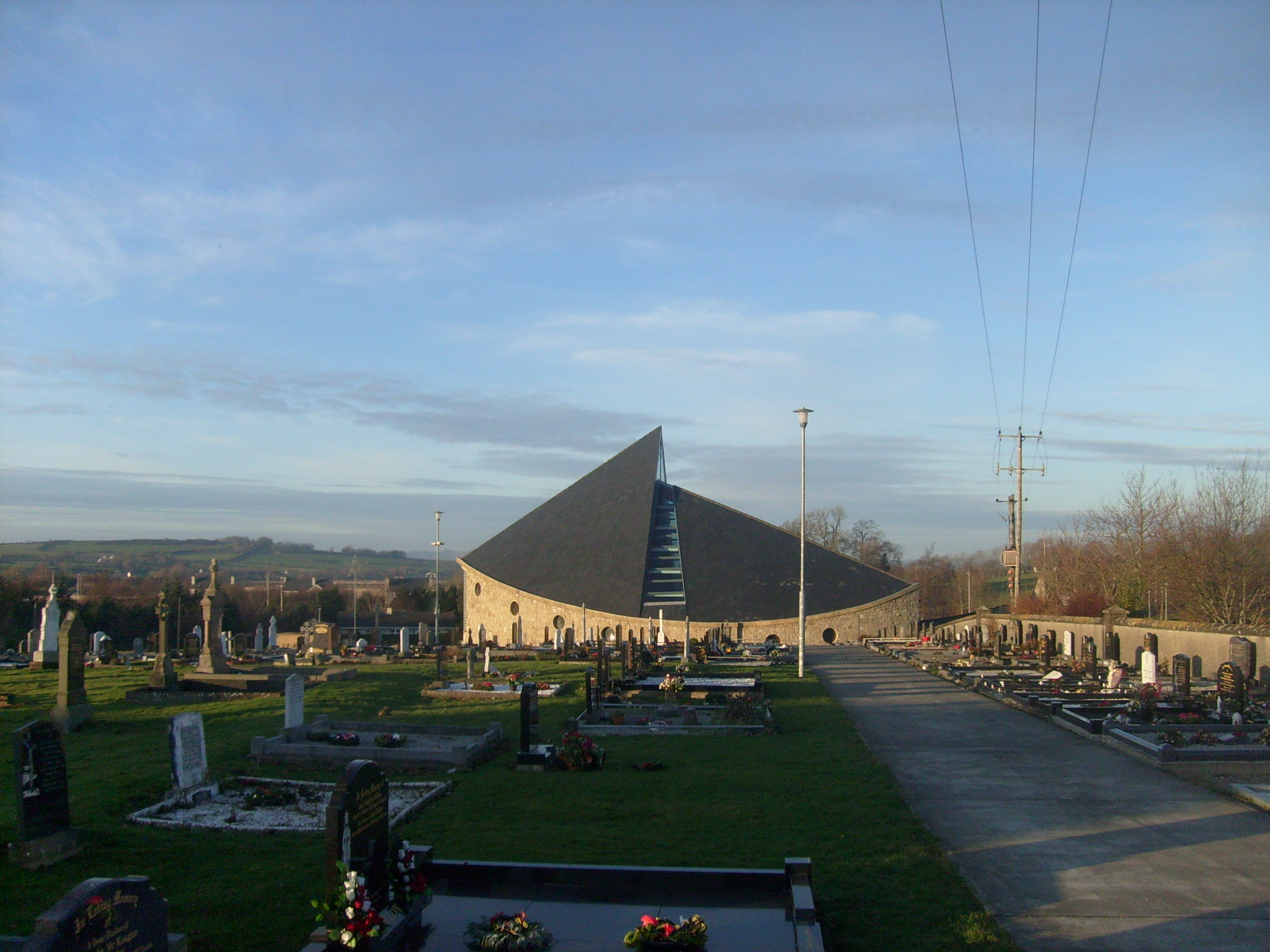
Katholische Kirche
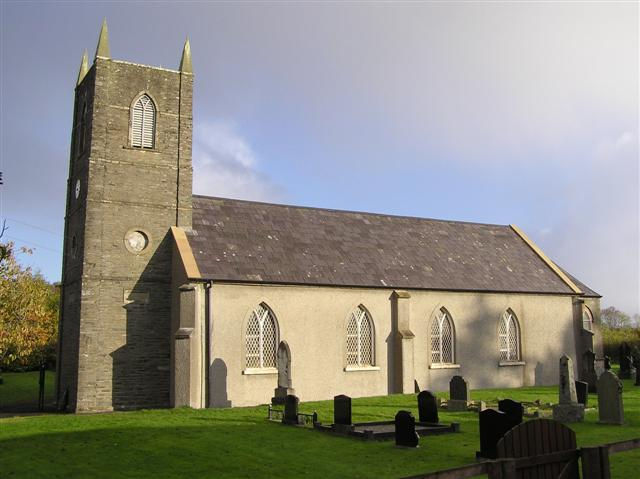
Anglikanische Kirche
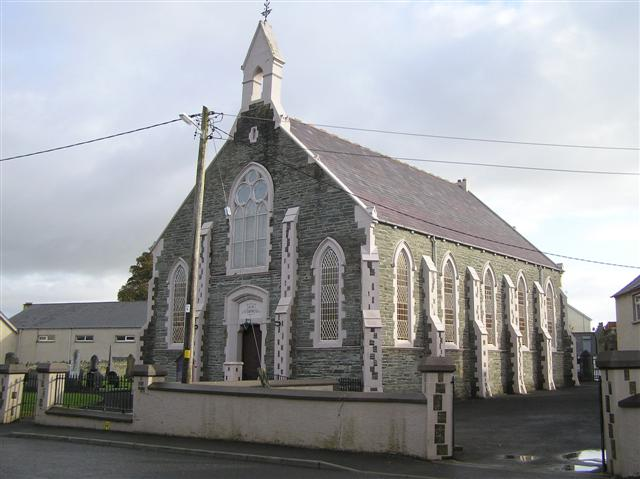
Presbyterianische Kirche

## Persönlichkeiten
- George Ferguson Bowen (1821–1899), irischer Politiker und Gouverneur von Queensland, Neuseeland, Mauritius und Hongkong